# Molophilus (Onychomolophilus) piggibilla
Molophilus (Onychomolophilus) piggibilla is een tweevleugelige uit de familie steltmuggen (Limoniidae). De soort komt voor in het Australaziatisch gebied.